# Neivamyrmex romandii
Neivamyrmex romandii es una especie de hormiga guerrera del género Neivamyrmex, subfamilia Dorylinae. 

## Distribución
Esta especie se encuentra en Bolivia, Brasil y Paraguay.